# Ilanit
Ilanit (hebr. ‏אילנית‎), właśc. Hanna Drezner-Tzakh (hebr. ‏חנה דרזנר‎, ur. 17 września 1947 w Tel Awiwie) – izraelska piosenkarka, która stała się jedną z najpopularniejszych piosenkarek w Izraelu od późnych lat 60. do lat 80. XX wieku, zarówno jako solistka, jak i w duecie Ilan & Ilanit. Ilanit dwukrotnie reprezentowała także Izrael w Konkursie Piosenki Eurowizji. W ciągu ponad 4 dekad kariery Ilanit nagrała i wyprodukowała ponad 600 piosenek i ponad 30 najlepiej sprzedających się albumów. Nagrywała w ponad 8 językach w tym po angielsku, hebrajsku, portugalsku, hiszpańsku, francusku, japońsku, gruzińsku oraz suahili.

## Życiorys

### Dzieciństwo i młodość
Urodziła się w Tel Awiwie w 1947 r. po tym, jak jej rodzice Zila i Tuvia wyemigrowali z Polski. W 1953 roku, w wieku 5 lat, Ilanit i jej rodzina przeprowadzili się do Brazylii. Jej brat, który był sześć i pół roku starszy, miał trudności z aklimatyzacją w Brazylii, wrócił do Izraela sam i mieszkał w kibucu przez cały okres, w którym rodzina przebywała w Brazylii. W 1960 roku, w wieku 13 lat, wróciła do Izraela.

### Ilan i Ilanit
W 1962 roku została odkryta w konkursie talentów dla młodzieży organizowanym przez WIZO i magazyn Ma'ariv Youth. Uczyła się w liceum Thelma Yellin.
Szlomo Zach, izraelski piosenkarz, którego później poślubiła, stworzył trio, które później było znane jako „גידי, צח וחנה” (Gidi, Zach i Hanna). Trio rozpadło się na duet, który nazwano „Ilan & Ilanit”. W 1966 roku wyprodukowali pierwszy album, o nazwie „Ilan Ilan”. Dwie z ich piosenek „לכל אדם כוכב” (Gwiazda dla wszystkich) i „בואי סניורינה” (Przyjdź, panienko) stały się hitami na szczycie list przebojów. Duet odniósł duży sukces w latach 60. w Izraelu i za granicą. Turecki piosenkarz Şenay nagrał przeróbkę ich przeboju z 1971 roku pod tytułem „Veshuv Itchem” (po hebrajsku „Znowu z Tobą”) jako „Sev Kardeşim”(po turecku „Kocham swojego brata/swoją siostrę”).

### Początki kariery solowej
W 1968 r. Ilanit wydała swoją pierwszą solową piosenkę „כבר אחרי חצות” („Jest po północy”). Na płycie pojawiła się piosenka „בוא ונשתגע בחולות”, którą nagrała wraz z mężem. Jej pierwszy solowy występ odbył się na Festiwalu Piosenki Izraela w 1969 roku, gdzie zaśpiewała „שיר בארבעה בתים” („Piosenka w czterech wersach”). Chociaż nie wygrała konkursu, sama piosenka odniosła duży sukces. Ponownie wzięła w nim udział w 1971 roku i wygrała z piosenką „רק הירח” („Tylko księżyc”).
W 1973 roku po raz pierwszy wzięła udział w Konkursie Piosenki Eurowizji w Luksemburgu, gdzie osiągnęła czwarte miejsce (z 97 punktami) z piosenką „Ey Sham” („Gdzieś”) napisaną przez Ehuda Manora. Był to także pierwszy w historii udział Izraela w konkursie. Piosenkę skomponowała Nurit Hirsh, która prowadziła też wtedy orkiestrę, jako druga kobieta w historii konkursu. Ze względu na ataki na Żydów w Monachium podczas letnich igrzysk olimpijskich rok wcześniej, wprowadzono restrykcyjne przepisy ochrony oraz zakaz wstawania przez publiczność, w pełni uzbrojonych ochroniarzy i obecność Interpolu w miejscach publicznych. Sama Ilanit podczas występu nosiła kamizelkę kuloodporną.
Drugi występ Ilanit w konkursie odbył się w Londynie w 1977 r. z piosenką zatytułowaną „Ahava Hi Shir Lishnayim” („Miłość to pieśń dla dwojga”), z którą zajęła jedenaste miejsce. Ilanit po raz trzeci chciała reprezentować Izrael w Eurowizji, podczas Konkursu Piosenki Eurowizji w 1984 roku, ale Izrael odwołał swój udział w konkursie w tym roku z powodu konfliktu z Dniem Pamięci. Zamiast czekać rok na następny konkurs, Ilanit postanowiła wydać piosenkę „Balalaika”, z którą zamierzała konkurować. W tym czasie Ilanit był już jedną z najpopularniejszych piosenkarek w Izraelu, a piosenka „Balalaika” stała się hitem, mimo że nie była pozycją piosenki Eurowizji reprezentującą Izrael.
Na początku lat 70. otrzymała propozycję reprezentowania w konkursie Niemiec, lecz ją odrzuciła.
Ilanit była co roku uznawana za najlepszą piosenkarkę w Izraelu w latach 1971–1977, czego nie osiągnęła żadna inna piosenkarka.
W 1974 r. Ilanit reprezentowała Izrael na Światowym Festiwalu Piosenki Popularnej w Tokio z piosenką „Shiru Shir Lashemesh” („Zaśpiewaj piosenkę słońcu”). Finał odbył się 17 listopada i piosenka zajęła dziewiąte miejsce.
W 1979 r. wydała piosenkę zatytułowaną „היי דנה” („Hej Dana”). Rok później wydała angielską wersję zatytułowaną „Hey Mama” przeznaczoną na rynek międzynarodowy.

### Lata 80.
W latach 80. Ilanit wydawała głównie piosenki patriotyczne jak „בללייקה” („Bałałajka”), „שיר על נחלים” („Pieśń nad rzekami”) i „חלק בעולם” („Część świata”).
W 1980 r. ukazał się podwójny album piosenkarki zatytułowany „ארבעה צדדים” („Cztery strony”). Album zawierał szereg nowych piosenek, z których odniosły sukces piosenki „אני לא מאמינה” („Nie wierzę”), „פעם בשנה” („Raz na rok”) oba napisane przez Szimrit Orr.
W 1986 roku uczestniczyła w specjalnym projekcie wyprodukowanym w stylu charytatywnych piosenek We Are The World i Do They Know It's Christmas?, gdzie najlepsi izraelscy artyści zebrali się i zaśpiewali piosenkę „עם אחד שיר אחד” („Z jedną piosenką”), której dochód przeznaczony był dla osób niepełnosprawnych .
Pod koniec lat osiemdziesiątych jej kariera zaczęła słabnąć i przestała wydawać hity.

### Lata 90. i 2000
Ilanit nadal odnosiła sukcesy w swoim rodzinnym kraju dzięki piosenkom autorki tekstów Ehud Manor i innych. Wraz z innymi uznanymi artystami izraelskimi wzięła udział w trasie po Ameryce Północnej w 2005 roku. Po wydaniu w 1996 roku „Brazilian Dream” nie nagrała nowego albumu przez 12 lat. W 2008 roku wyszła z długiej przerwy, wydając singiel „ישראלית”. Od tego czasu nadal występowała okazjonalnie na specjalnych wydarzeniach, na przykład w setnej rocznicy Hadassah w październiku 2012 r.
W 2009 r. wystąpiła gościnnie w telenoweli „חשופים” jako wróżka. Wystąpiła także na otwarciu Wielkiego Finału Konkursu Piosenki Eurowizji w 2019 roku, gdzie wykonała refren „Ey Sham”.

## Życie prywatne
W 1973 rozstała się ze swoim mężem Szlomo Zachem, którego poślubiła w 1966. Później wyszła za mąż za Nahuma Gata. 22 września 1975 r. urodził jej się jej jedyny syn Amichaj, który w 1984 r. pojawił się w jej klipie do piosenki „אם ובנה” („Matka i syn”) wyprodukowanej w ramach programu „שעה טובה”.
Pod koniec lat siedemdziesiątych ponownie rozwiodła się. Później poznała Eliego Tamira, który został jej trzecim mężem i z którym wychowywała córkę z jego poprzedniego małżeństwa. W listopadzie 2018 r. rozstała się z Tamirem, z którym była przez ponad 30 lat.

## Dyskografia

### Ilan & Ilanit
- אילן ואילנית (Ilan i Ilanit) (1967)[30]
- יחד ולתמיד (Razem i na zawsze) (1968)[31]
- סביב לעולם (Dookoła świata) (1968)[32]
- בשנה הבאה (Następny rok) (1970)
- אילן ואילנית (Ilan i Ilanit) (1970)[33]
- Jlan und Jlanit – niemiecki album duetu z 1970 r.[34]
- Folksongs der Welt (1970)[35]
- Everywhere (Overal) (1970)[36]
- Sweet Malaika / Liebe im April (1970)[37]
- Midnight Has Gone (1970)[38]
- Dieses Jahr, Dieses Jahr / Rot War Der Mond (1970)[39]
- Das Ist Die Liebe (1971)[40]
- Bäng-Bäng / Frei Wie Ein Bunter Vogel (1971)[41]
- שוב איתכם (Znowu z Tobą) (1971)[42]
- ישראל שלי חוגגת (Mój Izrael świętuje) (1973) – ostatni album duetu, który po wydaniu rozpadł się[43]

### Albumy solo
- Ilanit (1972)[44]
- Laß Uns Freunde Werden (Zostańmy przyjaciółmi) (1972)[45]
- Ilanit (1973)[46]
- Sommer Geh Nicht Fort (Lato nie odchodzi) (1973)[47]
- Das War Die Schönste Zeit (To był najlepszy czas) (1973)[48]
- אי שם (Gdzieś) (1973)[49]
- שירו שיר לשמש (Zaśpiewaj słońcu piosenkę) (1974)[50]
- Bleib Bei Mir / Schön Ist Die Welt (Zostań ze mną / Świat jest piękny) (1974)[51]
- Die Freude Am Leben / Komm, Laß Uns Miteinander Reden (Radość życia / Chodź, porozmawiajmy ze sobą) (1974)[52]
- Sing A Song To The Sun (Shiru Shir La-Shemesh) (1974)[53]
- Le Bon Côté De La Vie / L'Amour Défendu (Dobra strona życia / Zakazana miłość) (1974)[54]
- Chaque Matin La Joie Du Monde / Viens Me Prendre (1974)[55]
- טיול לילי ושירים אחרים שאני אוהבת / Songs I Love (1975)[56]
- Der Wind Singt Das Lied Meiner Träume (Wiatr śpiewa piosenkę moich snów) (1975)[57]
- אילנית, סולו? הופעה פומבית (Ilanit, solo? Wystąpienie publiczne) (1976)[58]
- (1976) תקליט מס' 20 במקצב ברזילאי ובשירים נבחרים[59]
- Ahava He Shir Le Shnaim / Hene Halaila (1977)[60]
- רגשות מעורבים (Mieszane emocje) (1978)[61]
- Hey Mama (1980)[62]
- אל הדרך (Na drogę) (1981)[63]
- אולי עוד פעם (Może innym razem) (1984)[64]
- (1984) 84 שי אגפא מבצע קיץ[65]
- עכשיו כולם ביחד (Teraz wszyscy razem) (1985)[66]
- סרט בשחור לבן (Film czarno-biały) (1987)[67]
- בוא נתחיל מבראשית (Zacznijmy od początku) (1991)[68]
- חלום ברזילאי (Brazylijski sen) (1995) – album poświęcony brazylijskim pieśniom Ehuda Manora[69]
- אי שם (Gdzieś) (1999)[70]
- ישראלית (Izraelita) (2008)[71]
- ריקוד חדש (Nowy taniec) (2013)[72]

### Albumy dla dzieci
- עמיחי בגבול הירדן, בשירי ילדים (Amichaj na granicy z Jordanią śpiewa piosenki dla dzieci) (1969)[73]
- אילנית לילדים (Ilanit dla dzieci) (1970)[74]
- אילנית שרה אן-דן-דינו וגלי (Ilanit Sarah Ann-Dan-Dino i Galey) (1971)[75]
- אילנית בשירי חג לילדים (Ilanit w piosenkach świątecznych dla dzieci) (1972)[76]
- שירי משוררים לילדים (Wiersze dla dzieci)[77]
- להיטים לילדים (Hity dla dzieci) (1974)[78]
- שירים שילדים אוהבים, השירים היפים של מרים ילן-שטקליס (Piosenki, które dzieci uwielbiają i piękne piosenki Miriam Yellen Staklis) (1976)[79]
- מתנה לילדים (Prezent dla dzieci) (1983)
- בשירי חגים לילדים (מס' 1 (Świąteczne piosenki dla dzieci 1) (2017)[80]

### Kompilacje
- הלהיטים הגדולים של אילנית ו"אילן ואילנית" (Największe hity Ilanit oraz „Ilan i Ilanit”) (1973)[81][82]
- להיטי הזהב של אילנית (Złote hity Ilanit) (1978)[83]
- ארבעה צדדים (Cztery strony) (1980)[84][85]
- עכשיו כולם ביחד (Teraz wszyscy są razem) (1985)[86]
- 21 הלהיטים הגדולים של אילנית (Dwadzieścia jeden największych przebojów Ilanit) (1991)[87][88]
- כבר אחרי חצות – אוסף שירי אהבה (Po północy – zbiór piosenek miłosnych (1994)[89][90]
- (1995) נאסף תשרי, אוסף מס. 3[91][92]
- (1999) כך היה כך יהיה – האוסף המחומש
- המיטב (Najlepsze) (2008)[93]
- אוסף להיטים (Zbiór hitów) (2009)[94]
- שוב איתכם / ישראל שלי חוגגת (Znowu z Tobą / Mój Izrael świętuje) (2013)[95][96]
- (2013) שירים ליום חולין[97]